# Sorbus obsoletidentata
Sorbus obsoletidentata là loài thực vật có hoa trong họ Hoa hồng. Loài này được (Cardot) T.T. Yu miêu tả khoa học đầu tiên năm 1974.